# 綜合移動卡
綜合移動卡（西班牙語：Tarjeta de Movilidad Integrada）是墨西哥首都墨西哥城的非接觸式智能卡，於2005年10月首次引入，當時稱為「都會巴士卡」。該卡可用於墨西哥城的公共交通系統，乘搭墨西哥城地鐵都會巴士、EcoBici、墨西哥城索道、輕鐵、RTP及無軌電車均可使用。